# Velm
Velm är en ort i Belgien.   Den ligger i provinsen Limburg och regionen Flandern, i den centrala delen av landet, 60 km öster om huvudstaden Bryssel. Velm ligger 56 meter över havet och antalet invånare är 2 175.
Terrängen runt Velm är platt, och sluttar norrut. Runt Velm är det ganska tätbefolkat, med 134 invånare per kvadratkilometer.. Närmaste större samhälle är Sint-Truiden, 5,7 km nordost om Velm. 
Trakten runt Velm består till största delen av jordbruksmark.